# الإله يقدم استقالته في اجتماع القمة
الإله يقدم استقالته في اجتماع القمة هو كتاب عبارة عن مسرحية مكتوبة، تتحدث فيه صاحبته نوال السعداوي عن مسرحية تدور أحداثها بين كل من الرب وأنبيائه المطيعين، من بينهم موسى؛ عيسى، إبراهيم ومحمد وكذلك الشيطان الذي جسد دوره إبليس. حيث يحاول كل واحد منهم من خلال حججه إقناع الآخرين بأنه كان نبيا مظلوما ويجب على الإله أن ينصفه ويميزه هو وشعبه عن باقي الأنبياء الآخرين وشعوبهم.
هذا وتجدر الإشارة إلى أن هذا الكتاب تم حظره ومنع نشره في مصر في نوفمبر 2006، حيث واجهت الكاتبة قضية جديدة في محكمة في القاهرة أثيرت ضدها من قبل الأزهر في شباط /فبراير 2007 ، كما تم اتهامها بالردة والزندقة بسبب مسرحيتها الجديدة، لكنها فازت بالقضية يوم 13 ماي 2008، عموما فنوال معروفة بكتاباتها الجريئة و المثيرة للجدل خصوصا في مواضيع مثل السياسة، الجنس، المرأة، والدين.

## ملخص الكتاب
تتحدث الكاتبة في هذه المسرحية عن حوار مطول يجري بين شخصيات الأنبياء إبراهيم، موسى، عيسى ومحمد إضافة إلي رضوان حارس الجنة الذي تصوره نوال كسكرتير خاص للذات الإلهية، كما صورت إبليس شاباً وسيماً في الثلاثين من عمره، بينما قدمت الإله كرجل في الستين من عمره ولا يتحرك من مكانه، كما أنه يرتدي ملابس الملوك ومن حوله الجنود، وبجانبه بحيرة من الماء وأنهار من الخمر.
يدور الحوار أساساً حول ظلم الإله للأنبياء وذلك بسبب تفضيله واحدا على آخر، مما يجعلهم يعقدون محاكمة (أسمتها اجتماع القمة) للنظر والتقرير في هذه المسألة.

## ردود الفعل
خلفت هذه المسرحية بعد صدورها جدلا واسعاً في مصر بسبب ما تضمنته من هجوم صريح على الذات الإلهية وعلى الديانة الإسلامية كذلك. كما تم منع إصدارها سنة 2006 داخل مصر.
وفي هذا السياق، تقول الدكتورة آمنة نصير أستاذة الفلسفة والعقيدة بجامعة الأزهر أن ❞الأديان السماوية أصبحت مباحة للخوض والإساءة إليها من قليلي العقل والمعرفة وذوي الخيالات المريضة حتي أنها تحولت إلى موضة يتشدق بها أصحاب الخيالات المريضة فلا نتعجب أن يكسر هؤلاء كل الخطوط الحمراء في الإساءة سواء للمقدسات أو للذوات الإلهية تحت إدعاء حرية الإبداع والفكر والرأي وهي دعوات لا صلة لها بالإبداع❝
كما أكد الدكتور عزت عطية وكيل كلية أصول الدين الأسبق: ❞تلك المسرحية التي كتبتها نوال السعداوي وحملت اسم الإله يقدم استقالته في اجتماع القمة يمكن أن تخرجها عن دائرة الإسلام إذا لم تتب عن هذه الإساءات التي تطلقها من حين لآخر وتعبر فيها الخطوط الحمراء، وللأسف لدينا من القوانين التي يمكن أن تمنع أصحاب الخيالات المريضة لكن دون جدوى، فنحن نحتاج إلي تفعيل هذه القوانين وليس إلى تشريعات وقوانين أخرى ولا تتعارض العقوبات مع الإبداع الذي يتحصنون به كما أن على المؤسسات الدينية مسئولية تجاه ترك هذه الكتابات المريضة التي تسيء للإسلام والمسلمين.❝ 
1. ↑   http://www.goodreads.com/book/show/7703364
2. ↑   http://www.ahl-alquran.com/arabic/show_article.php?main_id=1115